# Felix Tegengren
Felix Reinhold Tegengren, född 5 maj 1884 i Vasa, död i mars 1980, var en finländsk-svensk geolog. Han var bror till Karl Vilhelm och Jacob Tegengren. 
Tegengren blev filosofie kandidat vid Helsingfors universitet 1904 och filosofie licentiat vid Uppsala universitet 1908. Han blev geolog vid Sveriges geologiska undersökning (SGU) 1909, var statsgeolog 1915–1918, konsulterande geolog vid Svenska Diamantbergborrnings AB 1919–1921. Han arbetade i Kina 1914–1917 och 1922–1928, i Nordamerika 1929–1930 samt på Filippinerna 1930–1932. Han var anställd vid Bolidens Gruv AB 1933–1936, var teknisk ledare vid geologiska arbeten i norra Finland 1937–1944 och vid Boliden 1944–1961.